# 1. Fußball-Club Kaiserslautern 1970-1971
Questa voce raccoglie le informazioni riguardanti il 1. Fußball-Club Kaiserslautern nelle competizioni ufficiali della stagione 1970-1971.

## Stagione
Nella stagione 1970-1971 il Kaiserslautern, allenato da Gyula Lóránt e Dietrich Weise, concluse il campionato di Bundesliga all'8º posto. In Coppa di Germania il Kaiserslautern fu eliminato agli ottavi di finale dal Bayern Monaco.

## Rosa
| N. |                     | Ruolo | Calciatore         |
| -- | ------------------- | ----- | ------------------ |
|    | Serbia (bandiera)   | P     | Bratislav Đorđević |
|    | Germania (bandiera) | P     | Josef Elting       |
|    | Germania (bandiera) | P     | Josef Stabel       |
|    | Germania (bandiera) | D     | Peter Blusch       |
|    | Germania (bandiera) | D     | Ernst Diehl        |
|    | Germania (bandiera) | D     | Fritz Fuchs        |
|    | Germania (bandiera) | D     | Lothar Huber       |
|    | Germania (bandiera) | D     | Otto Rehhagel      |
|    | Germania (bandiera) | D     | Günther Reinders   |
|    | Germania (bandiera) | D     | Dietmar Schwager   |
|    | Germania (bandiera) | D     | Peter Winter       |

| N. |                                 | Ruolo | Calciatore         |
| -- | ------------------------------- | ----- | ------------------ |
|    | Germania (bandiera)             | C     | Klaus Ackermann    |
|    | Germania (bandiera)             | C     | Hermann Bitz       |
|    | Germania (bandiera)             | C     | Jürgen Friedrich   |
|    | Germania (bandiera)             | C     | Josef Pirrung      |
|    | Germania (bandiera)             | A     | Hans-Peter Fecht   |
|    | Bosnia ed Erzegovina (bandiera) | A     | Idriz Hošić        |
|    | Germania (bandiera)             | A     | Dieter Krafczyk    |
|    | Germania (bandiera)             | A     | Günther Rademacher |
|    | Germania (bandiera)             | A     | Winfried Richter   |
|    | Germania (bandiera)             | A     | Karlheinz Vogt     |

## Organigramma societario
Area tecnica
- Allenatore: Dietrich Weise
- Allenatore in seconda:
- Preparatore dei portieri:
- Preparatori atletici:

## Calciomercato

### Sessione estiva
| Acquisti | Acquisti           | Acquisti     | Acquisti |
| R.       | Nome               | da           | Modalità |
| -------- | ------------------ | ------------ | -------- |
| D        | Peter Blusch       | Colonia      |          |
| P        | Bratislav Đorđević | OFK Belgrado |          |
| P        | Josef Elting       | Schalke 04   |          |
| A        | Idriz Hošić        | Partizan     |          |
| D        | Günther Reinders   | Pirmasens    |          |

| Cessioni | Cessioni          | Cessioni          | Cessioni |
| R.       | Nome              | a                 | Modalità |
| -------- | ----------------- | ----------------- | -------- |
| C        | Otto Geisert      | Charleroi         |          |
| D        | Werner Glaß       | VfR K'lautern     |          |
| A        | Gerhard Kentschke | Duisburg          |          |
| C        | Volker Klein      | Arminia Bielefeld |          |
| A        | Hans Ripp         | Landau            |          |
| D        | Jürgen Rumor      | Hertha Berlino    |          |
| P        | Wolfgang Schnarr  | Preußen Münster   |          |
| A        | Hermann Soyez     | Homburg           |          |

## Risultati

### Bundesliga

#### Girone di andata
| Arbitro: | Siepe |

|                                                                           |           |                                        |
| Brungs 26’ Schwager 44’ (aut.) Horr 68’ (rig.) Steffenhagen 77’ Weber 82’ | Marcatori | 5’ (rig.) Rehhagel 30’ Hošić 45’ Fuchs |

| Arbitro: | Lutz |

|              |           |  |
| Rehhagel 50’ | Marcatori |  |

| Arbitro: | Betz |

|                                       |           |  |
| Lippens 28’, 43’ Beer 49’ Fürhoff 75’ | Marcatori |  |

| Arbitro: | Fork |

|                        |           |  |
| Friedrich 20’ Vogt 75’ | Marcatori |  |

| Arbitro: | Schulenburg |

|                                           |           |  |
| Laumen 4’, 66’ Köppel 12’, 87’ Wimmer 25’ | Marcatori |  |

| Arbitro: | Hennig |

|                         |           |  |
| Blusch 11’ Krafczyk 88’ | Marcatori |  |

| Arbitro: | Wengenmayer |

|                      |           |           |
| Bertl 30’ Keller 80’ | Marcatori | 61’ Hošić |

| Arbitro: | Geng |

|                            |           |  |
| Vogt 29’, 61’ Reinders 74’ | Marcatori |  |

| Arbitro: | Hilker |

|                         |           |  |
| Vogt 25’, 28’, 66’, 79’ | Marcatori |  |

| Arbitro: | Burgers |

|                                       |           |          |
| Brenninger 22’ Müller 49’, 78’ (rig.) | Marcatori | 87’ Vogt |

| Arbitro: | Heckeroth |

|                                       |           |             |
| Vogt 6’, 13’, 88’ Rehhagel 35’ (rig.) | Marcatori | 20’ Kobluhn |

| Arbitro: | Ohmsen |

|                        |           |  |
| Scheer 33’ Fischer 40’ | Marcatori |  |

| Kaiserslautern 31 ottobre 1970, ore 15:30 CET 13ª giornata | Kaiserslautern | 0 – 0 referto | Colonia | Betzenbergstadion (32 000 spett.)\| Arbitro: \| Wengenmayer \| |
| Arbitro:                                                   | Wengenmayer    |               |         |                                                                |

| Arbitro: | Weyland |

|            |           |               |
| Schütz 30’ | Marcatori | 49’ Friedrich |

| Arbitro: | Fork |

|  |           |                |
|  | Marcatori | 71’ Saborowski |

| Arbitro: | Ohmsen |

|                       |           |               |
| Rademacher 10’ (aut.) | Marcatori | 44’ Ackermann |

| Arbitro: | Eschweiler |

|  |           |                                                   |
|  | Marcatori | 55’, 75’ Handschuh 60’ Olsson 68’ Regitz 87’ Haug |

#### Girone di ritorno
| Arbitro: | Hennig |

|               |           |  |
| Vogt 73’, 90’ | Marcatori |  |

| Arbitro: | Schulenburg |

|  |           |               |
|  | Marcatori | 19’, 22’ Vogt |

| Arbitro: | Heckeroth |

|                                           |           |                      |
| Vogt 1’, 12’, 65’ Hošić 14’ Friedrich 77’ | Marcatori | 51’ Lippens 60’ Bast |

| Arbitro: | Basedow |

|                           |           |                          |
| Heese 46’, 50’ Papies 56’ | Marcatori | 31’ Pirrung 80’ Krafczyk |

| Arbitro: | Aldinger |

|  |           |              |
|  | Marcatori | 35’ Dietrich |

| Arbitro: | Hilker |

|                                                 |           |                |
| Seeler 21’, 35’, 60’ Nogly 64’ (rig.) Hönig 80’ | Marcatori | 14’, 77’ Hošić |

| Arbitro: | Hillebrand |

|                             |           |            |
| Ackermann 28’ Friedrich 44’ | Marcatori | 58’ Keller |

| Arbitro: | Betz |

|                       |           |             |
| Wenzel 22’ Kuster 87’ | Marcatori | 16’ Pirrung |

| Arbitro: | Eschweiler |

|                         |           |                         |
| Winkler 14’ Kremers 60’ | Marcatori | 43’ Ackermann 77’ Hošić |

| Arbitro: | Weyland |

|                     |           |            |
| Hošić 81’ Fuchs 84’ | Marcatori | 66’ Hoeneß |

| Arbitro: | Horstmann |

|                                                 |           |                      |
| Kobluhn 3’, 12’ (rig.), 77’ (rig.) Sühnholz 52’ | Marcatori | 54’ Vogt 64’ Pirrung |

| Arbitro: | Gabor |

|                               |           |  |
| Hošić 62’ Rehhagel 69’ (rig.) | Marcatori |  |

| Arbitro: | Berner |

|           |           |                              |
| Flohe 23’ | Marcatori | 25’ Rademacher 87’ Ackermann |

| Arbitro: | Burgers |

|                        |           |               |
| Friedrich 49’ Vogt 87’ | Marcatori | 53’ Hasebrink |

| Arbitro: | Hamer |

|                             |           |  |
| Skrotzki 48’ Haebermann 56’ | Marcatori |  |

| Arbitro: | Pfleiderer |

|                                 |           |  |
| Vogt 44’ (rig.), 60’ Blusch 78’ | Marcatori |  |

| Arbitro: | Wohlfarth |

|                   |           |  |
| Haug 28’ Weiß 62’ | Marcatori |  |

### Coppa di Germania
| Arbitro: | Riegg |

|  |           |         |
|  | Marcatori | 2’ Vogt |

| Arbitro: | Voß |

|                        |           |            |
| Koppenhöfer 60’ (aut.) | Marcatori | 55’ Müller |

| Arbitro: | Ohmsen |

|                                |           |  |
| Müller 18’, 20’, 55’, 72’, 86’ | Marcatori |  |

## Statistiche

### Statistiche di squadra
| Competizione      | Punti | In casa | In casa | In casa | In casa | In casa | In casa | In trasferta | In trasferta | In trasferta | In trasferta | In trasferta | In trasferta | Totale | Totale | Totale | Totale | Totale | Totale | DR |
| Competizione      | Punti | G       | V       | N       | P       | Gf      | Gs      | G            | V            | N            | P            | Gf           | Gs           | G      | V      | N      | P      | Gf     | Gs     | DR |
| ----------------- | ----- | ------- | ------- | ------- | ------- | ------- | ------- | ------------ | ------------ | ------------ | ------------ | ------------ | ------------ | ------ | ------ | ------ | ------ | ------ | ------ | -- |
| Bundesliga        | 34    | 17      | 13      | 1       | 3       | 34      | 13      | 17           | 2            | 3            | 12           | 20           | 44           | 34     | 15     | 4      | 15     | 54     | 57     | -3 |
| Coppa di Germania | -     | 1       | 0       | 1       | 0       | 1       | 1       | 2            | 1            | 0            | 1            | 1            | 5            | 3      | 1      | 1      | 1      | 2      | 6      | -4 |
| Totale            | 34    | 18      | 13      | 2       | 3       | 35      | 14      | 19           | 3            | 3            | 13           | 21           | 49           | 37     | 16     | 5      | 16     | 56     | 63     | -7 |

### Andamento in campionato
| Giornata  | 1  | 2  | 3  | 4  | 5  | 6  | 7  | 8  | 9 | 10 | 11 | 12 | 13 | 14 | 15 | 16 | 17 | 18 | 19 | 20 | 21 | 22 | 23 | 24 | 25 | 26 | 27 | 28 | 29 | 30 | 31 | 32 | 33 | 34 |
| --------- | -- | -- | -- | -- | -- | -- | -- | -- | - | -- | -- | -- | -- | -- | -- | -- | -- | -- | -- | -- | -- | -- | -- | -- | -- | -- | -- | -- | -- | -- | -- | -- | -- | -- |
| Luogo     | T  | C  | T  | C  | T  | C  | T  | C  | C | T  | C  | T  | C  | T  | C  | T  | C  | C  | T  | C  | T  | C  | T  | C  | T  | T  | C  | T  | C  | T  | C  | T  | C  | T  |
| Risultato | P  | V  | P  | V  | P  | V  | P  | V  | V | P  | V  | P  | N  | N  | P  | N  | P  | V  | V  | V  | P  | P  | P  | V  | P  | N  | V  | P  | V  | V  | V  | P  | V  | P  |
| Posizione | 15 | 11 | 15 | 13 | 13 | 11 | 13 | 10 | 7 | 9  | 7  | 9  | 8  | 10 | 10 | 10 | 12 | 11 | 7  | 7  | 8  | 10 | 14 | 10 | 11 | 11 | 10 | 12 | 10 | 8  | 8  | 9  | 7  | 8  |

Legenda:

Luogo: C = Casa; T = Trasferta. Risultato: V = Vittoria; N = Pareggio; P = Sconfitta.

### Statistiche dei giocatori
| Giocatore     | Bundesliga | Bundesliga | Bundesliga  | Bundesliga | Coppa di Germania | Coppa di Germania | Coppa di Germania | Coppa di Germania | Totale   | Totale | Totale      | Totale     |
| Giocatore     | Presenze   | Reti       | Ammonizioni | Espulsioni | Presenze          | Reti              | Ammonizioni       | Espulsioni        | Presenze | Reti   | Ammonizioni | Espulsioni |
| ------------- | ---------- | ---------- | ----------- | ---------- | ----------------- | ----------------- | ----------------- | ----------------- | -------- | ------ | ----------- | ---------- |
| K. Ackermann  | 33         | 4          | 0           | 0          | 3                 | 0                 | 0                 | 0                 | 36       | 4      | 0           | 0          |
| H. Bitz       | 2          | 0          | 0           | 0          | 0                 | 0                 | 0                 | 0                 | 2        | 0      | 0           | 0          |
| P. Blusch     | 20         | 2          | 0           | 0          | 2                 | 0                 | 0                 | 0                 | 22       | 2      | 0           | 0          |
| E. Diehl      | 28         | 0          | 0           | 0          | 3                 | 0                 | 0                 | 0                 | 31       | 0      | 0           | 0          |
| J. Elting     | 27         | 0          | 0           | 0          | 3                 | 0                 | 0                 | 0                 | 30       | 0      | 0           | 0          |
| H. Fecht      | 7          | 0          | 0           | 0          | 2                 | 0                 | 0                 | 0                 | 9        | 0      | 0           | 0          |
| J. Friedrich  | 31         | 5          | 0           | 0          | 3                 | 0                 | 0                 | 0                 | 34       | 5      | 0           | 0          |
| F. Fuchs      | 34         | 2          | 0           | 0          | 3                 | 0                 | 0                 | 0                 | 37       | 2      | 0           | 0          |
| I. Hošić      | 22         | 8          | 0           | 0          | 2                 | 0                 | 0                 | 0                 | 24       | 8      | 0           | 0          |
| L. Huber      | 1          | 0          | 0           | 0          | 0                 | 0                 | 0                 | 0                 | 1        | 0      | 0           | 0          |
| D. Krafczyk   | 11         | 2          | 0           | 0          | 1                 | 0                 | 0                 | 0                 | 12       | 2      | 0           | 0          |
| J. Pirrung    | 31         | 3          | 0           | 0          | 3                 | 0                 | 0                 | 0                 | 34       | 3      | 0           | 0          |
| G. Rademacher | 22         | 1          | 0           | 0          | 1                 | 0                 | 0                 | 0                 | 23       | 1      | 0           | 0          |
| O. Rehhagel   | 32         | 4          | 0           | 0          | 3                 | 0                 | 0                 | 0                 | 35       | 4      | 0           | 0          |
| G. Reinders   | 28         | 1          | 0           | 0          | 3                 | 0                 | 0                 | 0                 | 31       | 1      | 0           | 0          |
| W. Richter    | 11         | 0          | 0           | 0          | 0                 | 0                 | 0                 | 0                 | 11       | 0      | 0           | 0          |
| D. Schwager   | 28         | 0          | 0           | 0          | 3                 | 0                 | 0                 | 0                 | 31       | 0      | 0           | 0          |
| J. Stabel     | 2          | 0          | 0           | 0          | 0                 | 0                 | 0                 | 0                 | 2        | 0      | 0           | 0          |
| K. Vogt       | 33         | 22         | 0           | 0          | 3                 | 1                 | 0                 | 0                 | 36       | 23     | 0           | 0          |
| P. Winter     | 0          | 0          | 0           | 0          | 0                 | 0                 | 0                 | 0                 | 0        | 0      | 0           | 0          |
| B. Đorđević   | 5          | 0          | 0           | 0          | 0                 | 0                 | 0                 | 0                 | 5        | 0      | 0           | 0          |